# Зайцева, Людмила Васильевна
Людми́ла Васи́льевна За́йцева (род. 21 июля 1946 года (сама артистка утверждает, что родилась не 21 июля, а 21 ноября), хутор Восточный, Усть-Лабинский район, Краснодарский край, СССР) — советская актриса. Лауреат Государственной премии СССР (1983), народная артистка РСФСР (1989). Актриса снялась более чем в 60 кинокартинах, многие из которых стали всенародно любимыми.

## Биография
Людмила Зайцева родилась 21 июля 1946 года на хуторе Восточном Усть-Лабинского района Краснодарского края. Воспитывалась матерью Ольгой Ильиничной одна. С детства мечтала об актёрской профессии. Переехала в Москву для того, чтобы поступить в школу-студию при МХАТ. После трёх безуспешных попыток, в промежутке между которыми Зайцева работала лаборанткой, штукатуром, уборщицей, а также, в 1965—1966 годах числилась во вспомогательном составе «Рязанского театра юного зрителя», поступила в Щукинское училище, которое окончила в 1970 году.
С 1976 года состоит в труппе Театра-студии киноактёра (ныне — Мастерская «12» Никиты Михалкова).
Первой ролью Людмилы Зайцевой было эпизодическое появление в фильме Виктора Титова «Вальс». Первую главную роль Зайцева сыграла в фильме «Здравствуй и прощай» (1972) Виталия Мельникова.
В том же 1972 году в фильме «А зори здесь тихие» — роль второго плана, но очень яркую, запоминающуюся: помкомвзвода сержанта Кирьянову.
За роль в фильме «Праздники детства» (1981), снятому по рассказам Василия Шукшина, актриса была удостоена Государственной премии СССР.
Среди других известных ролей — роль Александры Ярмолюк в картине «Здравствуй и прощай», роль Пелагеи в картине «Кадкина всякий знает», главные роли в фильмах «Дождь в чужом городе», «Затерянные в песках», роль матери главной героини в «Маленькой Вере».
В постперестроечные годы Людмила Зайцева почти не снималась в кино, и только в последние несколько лет она вернулась на киноэкраны. В 1997 году она с успехом сыграла роль Евдокии Лопухиной в драме Виталия Мельникова «Царевич Алексей», а затем Екатерину Иоанновну в телесериале Светланы Дружининой «Тайны дворцовых переворотов».

## Политическая позиция
На выборах президента РФ в 1996 году была доверенным лицом Геннадия Зюганова, ездила в рамках его избирательной кампании с концертными бригадами по стране.
В 1998 подписала письмо комитета «За нравственное возрождение отечества» против художника Авдея Тер-Оганьяна, который обвинялся в разжигании религиозной вражды.
В 2013 году стала сопредседателем Оргкомитета по подготовке и проведению памятных мероприятий, посвящённых 20-летию расстрела Съезда народных депутатов России и Верховного Совета РФ.
В 2022 году после начала военного вторжения России на Украину подписала обращение (от Калининградского отделения КПРФ) к украинскому народу, в котором руководство Украины, Польши и США обвиняются в фашизме и русофобии .

## Личная жизнь
Муж — Геннадий Анатольевич Воронин (1946—2011), советский киноактёр, кинорежиссёр и сценарист. Вместе прожили более 30 лет.
- Дочь — Василиса Геннадьевна Воронина (род. 1982), актриса кино и дубляжа, известна по роли следователя, лейтенанта Марии Крыловой в сериале «Глухарь 2».
  - Трое внуков[2], одного из них зовут Серафим (род. 2010).

## Признание и награды
Государственные награды:
- Заслуженная артистка РСФСР (25.02.1980).
- Государственная премия СССР (1983) — за роль роль Марии Поповой в фильме «Праздники детства».
- Народная артистка РСФСР (10.07.1989).

Другие награды, поощрения и общественное признание:
- Лауреат Всесоюзного кинофестиваля в номинации «Премии за актёрскую работу» за роль в фильме «Воскресная ночь» (1977).
- Лауреат серебряной медали имени А. Довженко (1986) — за участие в фильме «Говорит Москва».
- Медаль «За заслуги перед обществом» (2009, Алтайский край)[8]

## Фильмография
- 1972 — Печки-лавочки — Людмила, сестра Ивана Расторгуева
- 1972 — Здравствуй и прощай — Александра Тимофеевна Ярмолюк
- 1972 — …А зори здесь тихие — помкомвзвода сержант Кирьянова
- 1973 — Цемент — Даша Чумалова
- 1973 — По собственному желанию
- 1974 — Москва, любовь моя — медсестра
- 1974 — Ливень — Павла
- 1974 — Ксения, любимая жена Фёдора — Валентина
- 1974 — Второе дыхание — Татьяна
- 1976 — Строговы — Анна Строгова
- 1976 — Кадкина всякий знает — Пелагея Кадкина
- 1976 — Долги наши — Тоня
- 1976 — Двадцать дней без войны — Лидия Андреевна, актриса
- 1977 — Побег из тюрьмы — Капитолина
- 1977 — По семейным обстоятельствам — обменщица с больным мужем
- 1977 — Журавль в небе — Лиза
- 1977 — Воскресная ночь — Зубрич Нина Антоновна
- 1978 — Проводы — Лидия Горчакова, давняя любовь Старосельского
- 1978 — В день праздника — Зинаида
- 1979 — По следу властелина — Татьяна
- 1979 — Дождь в чужом городе — Кира Андреевна
- 1980 — Рассказ неизвестного человека — Полина, горничная
- 1981 — Хочу, чтоб он пришёл — Мать Витьки
- 1981 — Праздники детства — Мария Сергеевна Попова
- 1982 — Остановился поезд — Тимонина
- 1982 — Транзит — Клавдия
- 1983 — Ураган приходит неожиданно — Березина
- 1983 — Сказка о Звёздном мальчике — крестьянка
- 1984 — Я за тебя отвечаю — Анна Антонова
- 1984 — Лев Толстой — эпизод
- 1984 — Затерянные в песках — Хозяйка
- 1985 — Город невест — Одинцова
- 1986 — Завещание — Серафима Евгеньевна
- 1986 — Говорит Москва — Любовь Борисова, председатель райисполкома
- 1988 — Маленькая Вера — мать Веры
- 1990 — Сукины дети — Анна Кузьминична
- 1990 — Мальчики — Агафья
- 1991 — Летучий голландец — Марсевна
- 1993 — Мечты идиота — председатель исполкома
- 1993 — Маэстро с ниточкой — Нюра
- 1994 — Кодекс молчания 2: След чёрной рыбы
- 1997 — Царевич Алексей — царица Евдокия Лопухина
- 1997 — На заре туманной юности — Пелагея Ивановна Кольцова
- 2000—2008 — Тайны дворцовых переворотов — Екатерина Иоанновна Мекленбургская
- 2001 — Саломея — Фёкла Семёновна Захолустьева
- 2001 — На полпути в Париж — Пелагея
- 2003 — Сель — радушная хозяйка дома
- 2003 — Оперативный псевдоним — Марья Петровна
- 2004 — Даша Васильева. Любительница частного сыска (сезон 2, эпизод «Жена моего мужа»)
- 2004 — Ералаш (выпуск № 169, сюжет «Боевой дух»)[9] — Марья Васильевна, учительница литературы
- 2004 — Красная площадь — Вера Петровна Цвигун, вдова Семёна Цвигуна
- 2007 — Агитбригада «Бей врага!» — Устинья Гавриловна
- 2008 — Позвони в мою дверь — мать Павла
- 2008 — Знахарь — матушка Меланья
- 2008 — Русская жертва — мать Пахомова
- 2008 — Мой осенний блюз — Галя, помощница Антонины Сергеевны
- 2009 — Ласковый май — бабушка Андрея Разина
- 2015 — Тихий Дон — Василиса Ильинична Мелехова, мать Григория
- 2017 — Восемь бусинок на тонкой ниточке — Марфа
- 2018 — Хор — Аксинья

### Документальные фильмы
- «Людмила Зайцева. „Чем хуже — тем лучше“» («ТВ Центр», 2016)[10]

## Статьи
- Людмила Зайцева на сайте Центра театра и кино под руководством Никиты Михалкова
- Статья на сайте «Русское кино»
- Максим Земнов. Людмила Зайцева (рус.) // Работница : журнал. — М., 1987. — Май (№ 5). — С. 16. — ISSN 0131-8047.